# Staatsstraße 288
Die Staatsstraße 288 (S 288) ist eine Staatsstraße in Sachsen, die die Städte Glauchau, Meerane und Crimmitschau miteinander verbindet und eine hohe Bedeutung im Bereich des Gewerbegebietes Meerane-Seiferitz im Logistikbereich hat, da sie zusammen mit der B 93 eine Verbindung zur A 4 schließt.

## Geschichte
Sie verlief vor ihrem Ausbau durch die Orte Gesau und Höckendorf im Zuge Meeraner Straße, in Niklasbusch und Meerane Glauchauer Straße bzw. Äußere Crimmitschauer Straße und in Waldsachsen identisch mit der Hauptstraße.  Ab ca. 2012 war die Zwickauer Straße aus Meerane nach Süden zeitweilig ein Bestandteil, da die Umverlegung der S 288 im Osten eher erfolgte als der Streckenteil im Westen.